# XlorD
Даниэль Спенст (нем. Daniel Spenst; род. 27 сентября 1991, Идар-Оберштайн, Рейнланд-Пфальц), также известный под никами XlorD или ixi — немецкий киберспортсмен по Warcraft III за расу нежити. Известен своими выступлениями за команды Team ALTERNATE, SK Gaming и mTw.
Карьера Спенста началась в четырнадцатилетнем возрасте. Спустя 18 месяцев, когда ему исполнилось 16 лет, Даниэль право выступать в турнирах серии ESL Pro Series. Первым крупным международным достижением Спенста стало второе место на турнире GameGune 2007, в финале которого XlorD проиграл партнёру по команде SK Gaming Здравко «Insomnia» Георгиеву.
В 2008 году XlorD занимает первое место по итогам XII сезона ESL Pro Series и становится самым молодым его победителем. После этого он одерживает ещё две победы подряд в розыгрышах ESL Pro Series, добавив к этому третье место в XV сезоне. Неофициальное звание лучшего немецкого варкрафтера подтверждает победа в квалификационном турнире World Cyber Games 2008, проходящем в Германии.
В 2009 году Спенст вместе с партнёром по сборной Германии Марком Фёрстером объявляет о завершении карьеры, однако позже возвращается в киберспорт и даже занимает третье место на немецких отборочных к чемпионату мира World Cyber Games 2010.

## Достижения
2007 год
- GameGune 2007 (Испания, Бильбао) — 2070 $

2008 год
- ZOTAC WarCraft III Cup #17
- ESL Pro Series Season XII Finals (Германия, Кёльн) — 9469 $
- WCG 2008 Germany finals (Германия, Лейпциг)
- ESL Pro Series Season XIII Finals (Германия, Кёльн) — 7630 $

2009 год
- ESL Pro Series Season XIV Finals (Германия, Кёльн) — 4865 $
- ESL Pro Series Season XV Finals (Германия, Кёльн) — 1461 $

2010 год
- WCG 2010 Germany Finals (Германия, Лейпциг)